# Zjednoczony Front Obywatelski
Zjednoczony Front Obywatelski, (ros. Объединённый Гражданский Фронт) – rosyjska demokratyczna opozycyjna partia polityczna założona w 2005 roku. Liderem partii jest znany rosyjski mistrz świata w szachach Garri Kasparow. Kasparow chciał kandydować na prezydenta Rosji w 2008 roku. Partia jest częścią antyputinowskiego sojuszu pn. Inna Rosja. Zjednoczony Front Obywatelski nie został dopuszczony do udziału w wyborach do Dumy.